# Мохамед Наџибула
Др Мохамед Наџибула Ахмадзај (Гардез, 6. август 1947 — Кабул, 27. септембар 1996) познатији као Наџибула или Др Наџиб, био је авганистански политичар и комуниста, секретар владајуће Народне демократске партије Авганистана (1986—1992) и председник Авганистана (1987—1992).

## Биографија
Наџибула, који је пореклом био из паштунског племена Гилзај, образовао се на универзитету у Кабулу и 1975. године стекао лекарску диплому. 
Од 1965. је био члан комунистичке Народне демократске партије Авганистана, с временом поставши близак сарадник Бабрака Кармала те члан партијске фракције Парчам. Након Саур револуције 1978. је добио нижи положај у државној управи, али је накратко протеран у егзил након доласка на власт председника Хафизуле Амина из супарничке фракције Халк.
Када је совјетском интервенцијом 1979. Амина сменио Кармал, Наџибула је постао начелник тајне полиције КХАД. На том се месту истакао изузетном бруталношћу, али и ефикасношћу. Након што је Кармал услед неуспеха да савлада муџахедине изгубио совјетску наклоност, Наџибула је 1986. постављен за генералног секретара Партије, а потом је постао и председник. Његов мандат су обележили углавном неуспели напори да муџахединску побуну смири политичким уступцима, што је укључивало увођење вишепартијског система, одустајање од државног атеизма, увођење ислама као државне религије и подстицање приватизације. Иако су га Совјети својим повлачењем 1989. године оставили без заштите, на власти се одржао још три године, пре свега користећи све већу неслогу међу муџахединским вођама.
С власти је пао након што га је распад Совјетског Савеза крајем 1991. године оставио без савезника, а у пролеће 1992. је његов генерал Абдул Рашид Достум прешао на страну побуњеника. Наџибула је након тога поднео оставку и склонио се у дипломатску мисију УН. Тамо је остао све док га одатле нису отели талибани након преузимања Кабула четири године касније. Наџибула је заједно са братом кастриран, вучен аутомобилом кроз улице и на крају јавно обешен.